# Condado de Malheur
El condado de Malheur es uno de los 36 condados del estado estadounidense de Oregón. La sede del condado es Vale , y su mayor ciudad es Ontario. El condado tiene un área de 25.719 km² (de los cuales 111 km² están cubiertos por agua) y una población de 31.615 habitantes, para una densidad de población de 1 hab/km² (según censo nacional de 2000). Este condado fue fundado el 17 de febrero de 1887.

## Geografía

### Condados adyacentes
- Condado de Harney - (oeste)
- Condado de Granty - (noroeste)
- Condado de Baker - (norte)
- Condado de Washington, Idaho - (noreste)
- Condado de Payette, Idaho - (este)
- Condado de Canyon, Idaho - (este)
- Condado de Owyhee, Idaho - (este)
- Condado de Humboldt, Nevada - (sur)

## Demografía
Para el censo de 2000, había 31.615 personas, 10.221 cabezas de familia, y 7.348 familias residiendo en el condado. La densidad de población era de 3 habitantes por milla cuadrada.
La composición racial del condado era:
- 75,78% blancos
- 1,22% negros o negros americanos
- 1,02% nativos americanos
- 1,96% asiáticos
- 0,08% isleños
- 17,38% otras razas
- 2,56% de dos o más razas.

Había 10.221 cabezas de familia, de las cuales el 36,20% tenían menores de 18 años viviendo con ellas, el 57,30% eran parejas casadas viviendo juntas, el 10,40% eran mujeres cabeza de familia monoparental (sin cónyuge), y 28,10% no eran familias.
El tamaño promedio de una familia era de 3,28 miembros.
En el condado el 27,60% de la población tenía menos de 18 años, el 10,60% tenía de 18 a 24 años, el 27,20% tenía de 25 a 44, el 21,00% de 45 a 64, y el 13,70% eran mayores de 65 años. La edad promedio era de 34 años. Por cada 100 mujeres había 116,00 hombres. Por cada 100 mujeres mayores de 18 años había 121,20 hombres.

## Economía
Los ingresos medios de una cabeza de familia del condado eran de USD$30.241 y el ingreso medio familiar era de $35.672. Los hombres tenían unos ingresos medios de $25.489 frente a $21.764 de las mujeres. El ingreso per cápita del condado era de $13.895. El 14,60% de las familias y el 18,60% de la población estaban debajo de la línea de pobreza. Del total de gente en esta situación, 25,80% tenían menos de 18 y el 11,60% tenían 65 años o más.

## Localidades

### Ciudades incorporadas
- Adrian
- Jordan Valley
- Nyssa
- Ontario
- Vale

### Lugares designados por el censo
- Annex
- Harper

### Áreas no incorporadas
- Arock
- Brogan
- Burns Junction
- Danner (un despoblado)
- Juntura
- McDermitt, Nevada-Oregon
- Rome
- Riverside
- Westside